# Preben Elkjær Larsen
Preben Elkjær Larsen (Kopenhagen, 11 september 1957) is een voormalig Deens voetballer en voetbaltrainer. In Denemarken wordt hij gewoonlijk kortweg Preben Elkjær genoemd, terwijl hij in het buitenland als Preben Larsen bekend is.

## Clubcarrière
Larsen begon zijn carrière in 1976 bij Vanløse IF en net als zijn leeftijdsgenoten Frank Arnesen en Søren Lerby vertrok hij al snel naar het buitenland. Na een korte periode in West-Duitsland bij FC Köln speelde hij van 1977 tot 1984 in België bij subtopperSporting Lokeren. Hij debuteerde op 27 juni 1977 in het Deense nationale elftal en werd daar een van succesrijkste aanvallers van Denemarken.
Grote internationale faam verwierf Larsen op het Europees kampioenschap van 1984 in Frankrijk. Datzelfde jaar werd hij verkozen tot Deens voetballer van het jaar. De jaren daarop werd hij tot de gevaarlijkste aanvallers ter wereld gerekend. Hij maakte een transfer naar Hellas Verona en was een van de sleutelfiguren toen de club Italiaans kampioen werd. Hij sloot zijn carrière in 1990 bij het Deense Vejle Boldklub af. In het seizoen 1995/96 was Larsen trainer van Silkeborg IF.

## Interlandcarrière
Elkjær Larsen kwam in totaal 69 keer (38 doelpunten) uit voor de nationale ploeg van Denemarken in de periode 1977–1988. Onder leiding van bondscoach Kurt Børge Nielsen maakte hij zijn debuut op 22 juni 1977 in de vriendschappelijke uitwedstrijd tegen Finland (1-2). Hij nam in dat duel meteen beide doelpunten voor zijn rekening. Elkjær Larsen vormde in die wedstrijd een aanvalsduo met collega-debutant Tommy Kristiansen van Go Ahead Eagles.

## Na zijn voetbalcarrière
Na de beëindiging van zijn voetbalcarrière werd Elkjær Larsen in juli 1995 aangesteld als hoofdtrainer van Silkeborg IF, waarmee hij in 1996 de UEFA Intertoto Cup wist te winnen. In december 1996 verliet hij de club om de tv-sportzender TVS te leiden, een nieuw opgerichte onderneming tussen de nationale tv-stations DR en TV2, de Deense voetbalbond (DBU) en telemaatschappij Tele Danmark. De zender was geen succes en werd binnen een jaar na de start opgeheven.
Daarnaast werkt hij als UEFA Champions League-expert voor het Deense TV3+, samen met Michael Laudrup en gastheer Peter Grønborg.
| Interlands van Preben Elkjær Larsen voor Denemarken | Interlands van Preben Elkjær Larsen voor Denemarken | Interlands van Preben Elkjær Larsen voor Denemarken | Interlands van Preben Elkjær Larsen voor Denemarken | Interlands van Preben Elkjær Larsen voor Denemarken | Interlands van Preben Elkjær Larsen voor Denemarken |
| №                                                   | Datum                                               | Wedstrijd                                           | Uitslag                                             | Competitie                                          | Goals                                               |
| Als speler van 1. FC Köln                           | Als speler van 1. FC Köln                           | Als speler van 1. FC Köln                           | Als speler van 1. FC Köln                           | Als speler van 1. FC Köln                           | Als speler van 1. FC Köln                           |
| --------------------------------------------------- | --------------------------------------------------- | --------------------------------------------------- | --------------------------------------------------- | --------------------------------------------------- | --------------------------------------------------- |
| 1                                                   | 22 juni 1977                                        | Finland – Denemarken                                | 1 – 2                                               | Nordic Cup                                          | Goal · Goal                                         |
| Als speler van KSC Lokeren                          |                                                     |                                                     |                                                     |                                                     |                                                     |
| 2                                                   | 31 mei 1978                                         | Noorwegen – Denemarken                              | 1 – 2                                               | Nordic Cup                                          | Goal                                                |
| 3                                                   | 28 juni 1978                                        | IJsland – Denemarken                                | 0 – 0                                               | Oefeninterland                                      |                                                     |
| 4                                                   | 2 mei 1979                                          | Ierland – Denemarken                                | 2 – 0                                               | EK-kwalificatie                                     |                                                     |
| 5                                                   | 9 mei 1979                                          | Denemarken – Zweden                                 | 2 – 2                                               | Oefeninterland                                      |                                                     |
| 6                                                   | 6 juni 1979                                         | Denemarken – Noord-Ierland                          | 4 – 0                                               | EK-kwalificatie                                     | Goal · Goal · Goal                                  |
| 7                                                   | 12 september 1979                                   | Engeland – Denemarken                               | 1 – 0                                               | EK-kwalificatie                                     |                                                     |
| 8                                                   | 26 september 1979                                   | Denemarken – Finland                                | 1 – 0                                               | Nordic Cup                                          | Goal                                                |
| 9                                                   | 24 november 1979                                    | Spanje – Denemarken                                 | 1 – 3                                               | Oefeninterland                                      | Goal · Goal                                         |
| 10                                                  | 7 mei 1980                                          | Zweden – Denemarken                                 | 0 – 1                                               | Nordic Cup                                          |                                                     |
| 11                                                  | 4 juni 1980                                         | Denemarken – Noorwegen                              | 3 – 1                                               | Nordic Cup                                          | Goal                                                |
| 12                                                  | 27 september 1980                                   | Joegoslavië – Denemarken                            | 2 – 1                                               | WK-kwalificatie                                     |                                                     |
| 13                                                  | 15 oktober 1980                                     | Denemarken – Griekenland                            | 0 – 1                                               | WK-kwalificatie                                     |                                                     |
| 14                                                  | 1 november 1980                                     | Italië – Denemarken                                 | 2 – 0                                               | WK-kwalificatie                                     |                                                     |
| 15                                                  | 19 november 1980                                    | Denemarken – Luxemburg                              | 4 – 0                                               | WK-kwalificatie                                     | Goal                                                |
| 16                                                  | 15 april 1981                                       | Denemarken – Roemenië                               | 2 – 1                                               | Oefeninterland                                      |                                                     |
| 17                                                  | 1 mei 1981                                          | Luxemburg – Denemarken                              | 1 – 2                                               | WK-kwalificatie                                     | Goal                                                |
| 18                                                  | 14 mei 1981                                         | Zweden – Denemarken                                 | 1 – 2                                               | Nordic Cup                                          | Goal                                                |
| 19                                                  | 3 juni 1981                                         | Denemarken – Italië                                 | 3 – 1                                               | WK-kwalificatie                                     |                                                     |
| 20                                                  | 9 september 1981                                    | Denemarken – Joegoslavië                            | 1 – 2                                               | WK-kwalificatie                                     | Goal                                                |
| 21                                                  | 23 september 1981                                   | Denemarken – Noorwegen                              | 2 – 1                                               | Nordic Cup                                          | Goal                                                |
| 22                                                  | 14 oktober 1981                                     | Griekenland – Denemarken                            | 2 – 3                                               | WK-kwalificatie                                     | Goal                                                |
| 23                                                  | 5 mei 1982                                          | Denemarken – Zweden                                 | 1 – 1                                               | Nordic Cup                                          |                                                     |
| 24                                                  | 19 mei 1982                                         | Oostenrijk – Denemarken                             | 1 – 0                                               | Oefeninterland                                      |                                                     |
| 25                                                  | 27 mei 1982                                         | Denemarken – België                                 | 1 – 0                                               | Oefeninterland                                      | Goal                                                |
| 26                                                  | 22 september 1982                                   | Denemarken – Engeland                               | 2 – 2                                               | EK-kwalificatie                                     |                                                     |
| 27                                                  | 10 november 1982                                    | Luxemburg – Denemarken                              | 1 – 2                                               | EK-kwalificatie                                     |                                                     |
| 28                                                  | 27 april 1983                                       | Denemarken – Griekenland                            | 1 – 0                                               | EK-kwalificatie                                     |                                                     |
| 29                                                  | 1 juni 1983                                         | Denemarken – Hongarije                              | 3 – 1                                               | EK-kwalificatie                                     | Goal                                                |
| 30                                                  | 21 september 1983                                   | Engeland – Denemarken                               | 0 – 1                                               | EK-kwalificatie                                     |                                                     |
| 31                                                  | 12 oktober 1983                                     | Denemarken – Luxemburg                              | 6 – 0                                               | EK-kwalificatie                                     | Goal · Goal                                         |
| 32                                                  | 26 oktober 1983                                     | Hongarije – Denemarken                              | 1 – 0                                               | EK-kwalificatie                                     |                                                     |
| 33                                                  | 16 november 1983                                    | Griekenland – Denemarken                            | 0 – 2                                               | EK-kwalificatie                                     | Goal                                                |
| 34                                                  | 14 maart 1984                                       | Nederland – Denemarken                              | 6 – 0                                               | Oefeninterland                                      |                                                     |
| 35                                                  | 11 april 1984                                       | Spanje – Denemarken                                 | 2 – 1                                               | Oefeninterland                                      |                                                     |
| 36                                                  | 16 mei 1984                                         | Tsjecho-Slowakije – Denemarken                      | 1 – 0                                               | Oefeninterland                                      |                                                     |
| 37                                                  | 6 juni 1984                                         | Zweden – Denemarken                                 | 0 – 1                                               | Oefeninterland                                      | Goal                                                |
| 38                                                  | 8 juni 1984                                         | Denemarken – Bulgarije                              | 1 – 1                                               | Oefeninterland                                      |                                                     |
| 39                                                  | 12 juni 1984                                        | Frankrijk – Denemarken                              | 1 – 0                                               | EK-eindronde                                        |                                                     |
| 40                                                  | 16 juni 1984                                        | Denemarken – Joegoslavië                            | 5 – 0                                               | EK-eindronde                                        | Goal                                                |
| 41                                                  | 19 juni 1984                                        | België – Denemarken                                 | 2 – 3                                               | EK-eindronde                                        | Goal                                                |
| 42                                                  | 24 juni 1984                                        | Denemarken – Spanje                                 | 1 – 1                                               | EK-eindronde                                        |                                                     |
| Als speler van Hellas Verona                        |                                                     |                                                     |                                                     |                                                     |                                                     |
| 43                                                  | 12 september 1984                                   | Denemarken – Oostenrijk                             | 3 – 1                                               | Oefeninterland                                      |                                                     |
| 44                                                  | 26 september 1984                                   | Denemarken – Noorwegen                              | 1 – 0                                               | WK-kwalificatie                                     | Goal                                                |
| 45                                                  | 17 oktober 1984                                     | Zwitserland – Denemarken                            | 1 – 0                                               | WK-kwalificatie                                     |                                                     |
| 46                                                  | 14 november 1984                                    | Denemarken – Ierland                                | 3 – 0                                               | WK-kwalificatie                                     | Goal · Goal                                         |
| 47                                                  | 8 mei 1985                                          | Denemarken – Duitse Democratische Republiek         | 4 – 1                                               | Oefeninterland                                      |                                                     |
| 48                                                  | 5 juni 1985                                         | Denemarken – Sovjet-Unie                            | 4 – 2                                               | WK-kwalificatie                                     | Goal · Goal                                         |
| 49                                                  | 11 september 1985                                   | Denemarken – Zweden                                 | 0 – 3                                               | Oefeninterland                                      |                                                     |
| 50                                                  | 25 september 1985                                   | Sovjet-Unie – Denemarken                            | 1 – 0                                               | WK-kwalificatie                                     |                                                     |
| 51                                                  | 9 oktober 1985                                      | Denemarken – Zwitserland                            | 0 – 0                                               | WK-kwalificatie                                     |                                                     |
| 52                                                  | 16 oktober 1985                                     | Noorwegen – Denemarken                              | 1 – 5                                               | WK-kwalificatie                                     | Goal                                                |
| 53                                                  | 13 november 1985                                    | Ierland – Denemarken                                | 1 – 4                                               | WK-kwalificatie                                     | Goal · Goal                                         |
| 54                                                  | 9 april 1986                                        | Bulgarije – Denemarken                              | 3 – 0                                               | Oefeninterland                                      |                                                     |
| 55                                                  | 13 mei 1986                                         | Noorwegen – Denemarken                              | 1 – 0                                               | Oefeninterland                                      |                                                     |
| 56                                                  | 16 mei 1986                                         | Denemarken – Polen                                  | 1 – 0                                               | Oefeninterland                                      | Goal                                                |
| 57                                                  | 4 juni 1986                                         | Denemarken – Schotland                              | 1 – 0                                               | WK-eindronde                                        | Goal                                                |
| 58                                                  | 8 juni 1986                                         | Denemarken – Uruguay                                | 6 – 1                                               | WK-eindronde                                        | Goal · Goal · Goal                                  |
| 59                                                  | 13 juni 1986                                        | Denemarken – West-Duitsland                         | 2 – 0                                               | WK-eindronde                                        |                                                     |
| 60                                                  | 18 juni 1986                                        | Denemarken – Spanje                                 | 1 – 5                                               | WK-eindronde                                        |                                                     |
| 61                                                  | 24 september 1986                                   | Denemarken – West-Duitsland                         | 0 – 2                                               | Oefeninterland                                      |                                                     |
| 62                                                  | 12 november 1986                                    | Tsjecho-Slowakije – Denemarken                      | 0 – 0                                               | EK-kwalificatie                                     |                                                     |
| 63                                                  | 3 juni 1987                                         | Denemarken – Tsjecho-Slowakije                      | 1 – 1                                               | EK-kwalificatie                                     |                                                     |
| 64                                                  | 9 september 1987                                    | Wales – Denemarken                                  | 1 – 0                                               | EK-kwalificatie                                     |                                                     |
| 65                                                  | 23 september 1987                                   | West-Duitsland – Denemarken                         | 1 – 0                                               | Oefeninterland                                      |                                                     |
| 66                                                  | 14 oktober 1987                                     | Denemarken – Wales                                  | 1 – 0                                               | EK-kwalificatie                                     | Goal                                                |
| 67                                                  | 1 juni 1988                                         | Denemarken – Tsjecho-Slowakije                      | 0 – 1                                               | Oefeninterland                                      |                                                     |
| 68                                                  | 11 juni 1988                                        | Denemarken – Spanje                                 | 2 – 3                                               | EK-eindronde                                        |                                                     |
| 69                                                  | 14 juni 1988                                        | West-Duitsland – Denemarken                         | 2 – 0                                               | EK-eindronde                                        |                                                     |

## Erelijst
Als speler
 1. FC Köln
- Bundesliga: 1977/78
- DFB-Pokal: 1977/78

 Hellas Verona
- Serie A: 1984/85

Als trainer
 Silkeborg
- UEFA Intertoto Cup: 1996